# Onthophagus moroni
Onthophagus moroni es una especie de insecto del género Onthophagus, familia Scarabaeidae, orden Coleoptera.

## Historia
Fue descrita científicamente por Zunino & Halffter en 1988.